# Petit hécatonicosachore étoilé
| Petite hécatonicosachore étoilé | Petite hécatonicosachore étoilé |
| ------------------------------- | ------------------------------- |
| Projection orthogonale          |                                 |
| Type                            | Polychore de Schläfli-Hess      |
| Cellules                        | 120 {5/2,5}                     |
| Faces                           | 720 {5/2}                       |
| Arêtes                          | 1200                            |
| Sommets                         | 120                             |
| Figure de sommet                | {5,3}                           |
| Symbole de Schläfli             | {5/2,5,3}                       |
| Diagramme de Coxeter-Dynkin     |                                 |
| Groupe de symétrie              | H4, [3,3,5]                     |
| Dual                            | Hécatonicosachore icosaédral    |
| Propriétés                      | Régulier                        |

En géométrie, le petit hécatonicosachore étoilé ou polydodécaèdre étoilé est un 4-polytope étoilé régulier ayant pour symbole de Schläfli {5/2,5,3}. C'est l'un des 10 polychores de Schläfli-Hess.

## Polytopes associés
Il a la même disposition d'arêtes (en) que l'hécatonicosachore 5,5/2,5 et partage également ses 120 sommets avec l'hexacosichore et huit autres polytopes réguliers étoilés. Il peut également être considéré comme la première stellation de l'hécatonicosichore. En ce sens, il pourrait être considéré comme analogue au petit dodécaèdre étoilé tridimensionnel, qui est la première stellation du dodécaèdre. En effet, le petit 120-cellule étoilé est dual de l'icosaèdre à 120 cellules, qui pourrait être pris comme un analogue 4D du grand dodécaèdre, dual du petit dodécaèdre étoilé.